# ژانو لوفبر
ژانو لوفبر (فرانسوی: Janou Lefèbvre‎؛ زادهٔ ۱۴ مه ۱۹۴۵) سوارکار زن اهل فرانسه بود.
وی در مسابقات کشوری و بین‌المللی در مجموع برندهٔ ۲ مدال طلا، ۲ مدال نقره شده‌است.